# ريتشارد ويلكينسون
ريتشارد ويلكينسون (11 نوفمبر 1977 - ) (بالإنجليزية: Richard Wilkinson)‏ هو لاعب كريكت بريطاني.